# Déjà Vu (cântec de Bob Taylor)
Déjà Vu este un cântec compus de Bob Taylor și Play & Win pentru cel de-al doilea album de studio al lui Taylor, ce urmează să fie lansat în anul 2009. Piesa, o colaborare cu Inna, a fost inclusă pe albumul de debut al acesteia, intitulat Hot, și promovat pe disc single în România.

La premiera noii versiuni „Déjà Vu”, Taylor și Inna au optat pentru pseudonime înainte de a-și dezvălui identitatea mai târziu.  Pentru a însoți single-ul, un videoclip muzical a fost filmat  la începutul lunii iunie iunie 2009, într-un club din Neptun, România de Tom Boxer, și inițial nu a prezentat-o pe Inna până când o altă versiune a vizualului a arătat imagini cu ea în Turcia.  Din punct de vedere comercial, înregistrarea a cunoscut succes în țările europene, ajungând în primele zece topuri din Grecia, Comunitatea Statelor Independente, Franța și România, printre altele.  „Déjà Vu” a fost certificat de aur de către Asociația Olandeză a Producătorilor și Importatorilor de Transportatori de Imagine și Sunet (NVPI) pentru vânzarea a peste 10.000 de exemplare în Țările de Jos.

## Lansări și clasamente
În primăvara anului 2009, Inna a colaborat cu interpretul Bogdan Croitoru pentru înregistrarea celui de-al treilea disc single din cariera sa, intitulat „Déjà Vu”. Cei doi au stabilit să promoveze cântecul folosind pseudonime noi, Inna scriindu-și numele invers, Anni, iar Croitoru preluând numele Bob Taylor. Ulterior, după ce piesa obținea succes în România, cei doi au confirmat faptul că ei sunt persoanele care interpretează compoziția muzicală „Déjà Vu”. Referitor la această campanie de promovare, Inna a declarat pe pagina sa web: „Consider că o piesă bună poate să fie promovată și ascultată fără a se ști de cine este compusă sau cine o interpretează.” Videoclipul filmat pentru acest disc single nu o prezintă pe Inna, ea preferând să nu participe la filmări. Piesa „Déjà Vu” a devenit un succes în România, câștigând poziția cu numărul șapte în ierarhia Romanian Top 100. De asemenea, cântecul s-a bucurat de succes moderat în ierarhia Bulgaria Singles Top 40, ocupând locul douăzeci și nouă. 

## Controversa lansării
Inițial, piesa compusă de grupul Play & Win, a fost înregistrată de Taylor împreună cu o tânără cântăreață necunoscută, Alessia. Aceasta, „dând dovadă de prea mlte cereri/talente pentru modul în care se lucra”, a fost înlocuită la scurt timp de Inna. Vrând ca discul să aibă o campanie de promovare diferită, interpreta și-a scris numele invers, Anni, iar Croitoru a preluat numele Bob Taylor. Ulterior, după ce piesa obținea succes în România, cei doi au confirmat faptul că ei sunt persoanele care interpretează compoziția muzicală „Déjà Vu”. Niciuna dintre părți nu a comentat incidentul referitor la înregistrarea Alessiei.

## Evoluția în clasamente

### Positii
| Chart (2009/2010/2011)                  | Peak position |
| --------------------------------------- | ------------- |
| Austria (Ö3 Austria Top 40)             | 25            |
| Belgia (Ultratop 50 Flanders)           | 15            |
| Belgia (Ultratop 50 Wallonia)           | 10            |
| Cehia (Rádio Top 100)                   | 16            |
| Franța (SNEP)                           | 6             |
| Ungaria (Dance Top 40)                  | 12            |
| Olanda (Dutch Top 40)                   | 7             |
| Polonia (Dance Top 50)                  | 24            |
| Romania (Romanian Top 100)              | 2             |
| Slovacia (Rádio Top 100)                | 72            |
| Spania (PROMUSICAE)                     | 15            |
| Elveția (Schweizer Hitparade)           | 27            |
| UK Singles (The Official Chart Company) | 60            |
| UK Dance (Official Charts Company)      | 8             |

### Year-end charts
| Chart (2010)                     | Position |
| -------------------------------- | -------- |
| Belgian Singles Chart (Flanders) | 75       |
| Belgian Singles Chart (Wallonia) | 41       |
| French Singles Chart             | 99       |
| French Airplay Chart             | 72       |
| Netherlands (Dutch Top 40)       | 39       |
| European Hot 100 Singles         | 100      |

|}